# Рехвиашвили, Александр Павлович
Александр Павлович Рехвиашвили (груз. ალექსანდრე პავლეს ძე რეხვიაშვილიი; 17 января 1938, Москва — 10 декабря 2020, Тбилиси) — советский, грузинский и российский оператор, сценарист, кинорежиссёр и педагог.

## Биография
Родился 17 января 1938 года в Москве. Его детство, юность и ранняя зрелость прошли в Москве. В 1955 году окончил московскую среднюю школу № 167. В 1962 году окончил операторский факультет ВГИКа (мастерская А. Гальперина), в 1971 году — его режиссёрский факультет (мастерская С. Герасимова). в 1971 году переехал в Тбилиси и попал на киностудию «Грузия-фильм». Снял картины «Луг зелёный», «Грузинская хроника XIX века», «Путь домой», «Ступень», «Приближение».
Как оператор работал с Отаром Иоселиани, Георгием Шенгелая, Сергеем Герасимовым. Сыграл роль французского художника в фильме Георгия Шенгелая «Пиросмани». Был членом совета кинематографистов Грузии, преподавал режиссуру в Тбилисском театральном институте им. Руставели.
Скончался 10 декабря 2020 года в Тбилиси от осложнений, вызванных коронавирусной инфекцией.
Уход из жизни Александра Рехвиашвили назван одной из главных потерь 2020 года культуры Грузии

## Фильмография

### Оператор
- 1958 — Акварель
- 1962 — Алавердоба
- 1976 — Красное и чёрное

### Актёр
- 1969 — Пиросмани

### Режиссёр
- 1970 — Нуца (новелла в киноальманахе «Давным-давно»)
- 1973 — Луг зелёный
- 1979 — Грузинская хроника XIX века
- 1981 — Путь домой
- 1986 — Ступень
- 1990 — Приближение
- 1992 — В треугольном круге
- 2000 — Земля обетованная. Возвращение
- 2006 — Последние
- 2008 — Эскиз к портрету Сановича (документальный фильм)

### Сценарист
- 1979 — Грузинская хроника XIX века
- 1981 — Путь домой
- 1986 — Ступень
- 1990 — Приближение

## Награды
- 1979 — МКФ в Мангейме (Гран-при, Приз ФИПРЕССИ, Приз C.I.C.A.E., Приз Католического жюри, фильм «Грузинская хроника XIX века»)
- 1990 — МКФ в Мюнхене (Специальный приз жюри, фильм «Приближение»)
- Заслуженный деятель искусств Грузинской ССР
- 2007 — приз имени Михаила Туманишвили
- Орден Чести (1998)